# SP6
SP6 (англ. Sp6 transcription factor) – білок, який кодується однойменним геном, розташованим у людей на 17-й хромосомі. Довжина поліпептидного ланцюга білка становить 376 амінокислот, а молекулярна маса — 39 840.
| 10         |  | 20         |  | 30         |  | 40         |  | 50         |
| ---------- |  | ---------- |  | ---------- |  | ---------- |  | ---------- |
| MLTAVCGSLG |  | SQHTEAPHAS |  | PPRLDLQPLQ |  | TYQGHTSPEA |  | GDYPSPLQPG |
| ELQSLPLGPE |  | VDFSQGYELP |  | GASSRVTCED |  | LESDSPLAPG |  | PFSKLLQPDM |
| SHHYESWFRP |  | THPGAEDGSW |  | WDLHPGTSWM |  | DLPHTQGALT |  | SPGHPGALQA |
| GLGGYVGDHQ |  | LCAPPPHPHA |  | HHLLPAAGGQ |  | HLLGPPDGAK |  | ALEVAAPESQ |
| GLDSSLDGAA |  | RPKGSRRSVP |  | RSSGQTVCRC |  | PNCLEAERLG |  | APCGPDGGKK |
| KHLHNCHIPG |  | CGKAYAKTSH |  | LKAHLRWHSG |  | DRPFVCNWLF |  | CGKRFTRSDE |
| LQRHLQTHTG |  | TKKFPCAVCS |  | RVFMRSDHLA |  | KHMKTHEGAK |  | EEAAGAASGE |
| GKAGGAVEPP |  | GGKGKREAEG |  | SVAPSN     |  |            |  |            |

A: Аланін

C: Цистеїн

D: Аспарагінова кислота

E: Глутамінова кислота

F: Фенілаланін

G: Гліцин

H: Гістидин

I: Ізолейцин

K: Лізин

L: Лейцин

M: Метіонін

N: Аспарагін

P: Пролін

Q: Глутамін

R: Аргінін

S: Серин

T: Треонін

V: Валін

W: Триптофан

Задіяний у таких біологічних процесах, як транскрипція, регуляція транскрипції. 
Білок має сайт для зв'язування з іонами металів, іоном цинку, ДНК. 
Локалізований у ядрі.